# Herzog-Adolph-Denkmal

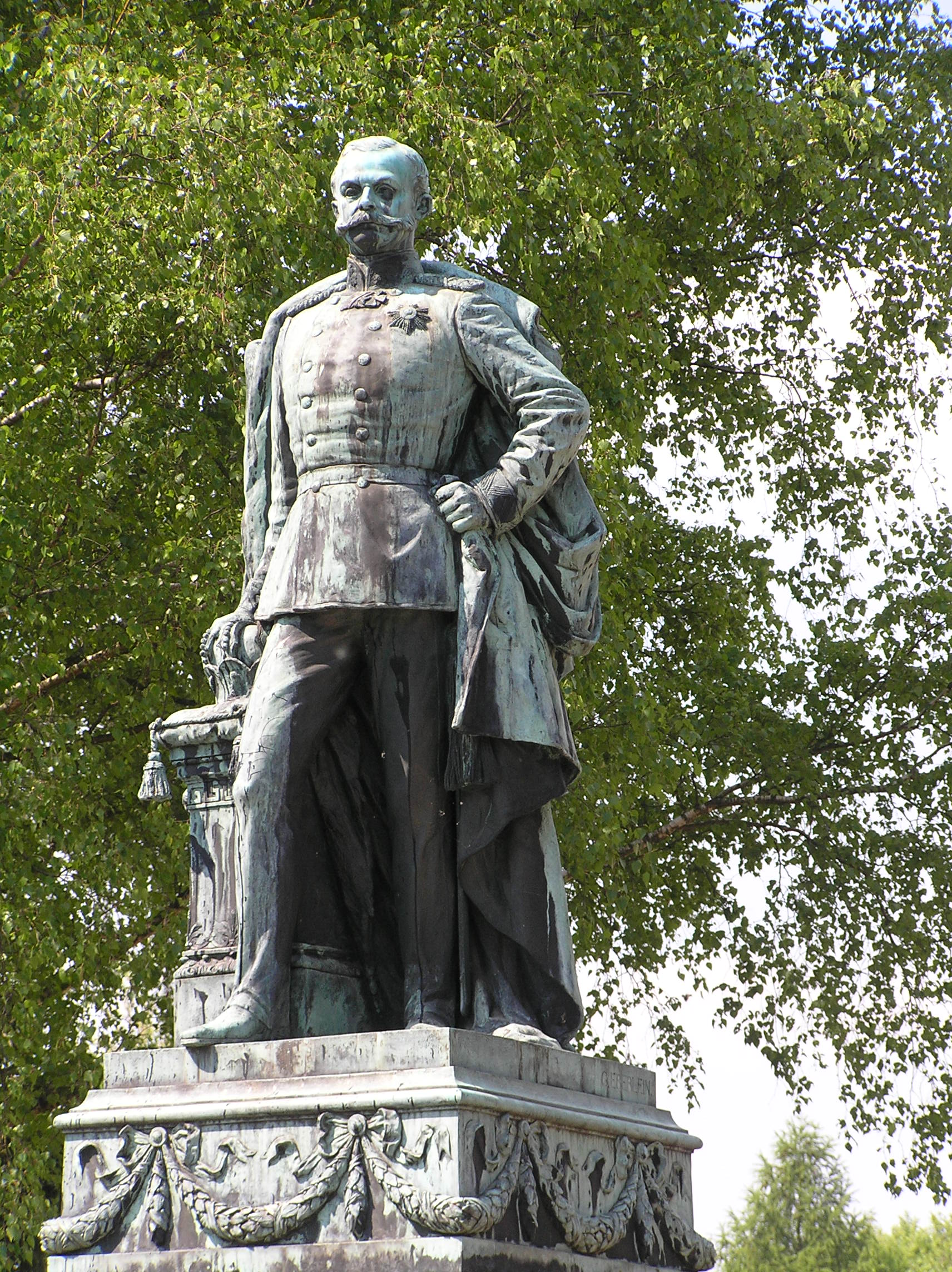
Herzog-Adolph-Denkmal

Das Herzog-Adolph-Denkmal ist ein Denkmal in Königstein im Taunus. Das Denkmal für Herzog Adolph von Nassau wurde von Gustav Eberlein geschaffen und steht unter Denkmalschutz.
Nach der Annexion des Herzogtums Nassau durch Preußen hatte Herzog Adolph von Nassau das Luxemburgische Schloss als Privateigentum erhalten und nutzte es als Sommersitz für seine Ehefrau Adelheid Marie. Das Paar hielt sich daher oft in der Stadt auf und war hier beliebt. Nach dem Tod des Herzogs (der später Großherzog von Luxemburg geworden war) im Jahr 1905 riefen 1906 die Pfarrer beider Konfessionen zu Spenden für ein Herzog-Adolph-Denkmal auf. Die Fläche der ehemaligen Bleiche wurde durch den Frankfurter Gartenarchitekten Robert Waldacker in eine Anlage umgewandelt. Dort wurde nun das Denkmal errichtet, dessen überlebensgroße Figur des Verstorbenen von Gustav Eberlein gestaltet wurde. Der Guss erfolgte durch die Firma H. Gladenbeck, Berlin. Am 12. September 1910 wurde das Denkmal feierlich enthüllt. Großherzogin Adelheid Marie war persönlich anwesend. Gustav Eberlein konnte nicht anwesend sein: Er war auf dem Weg nach Buenos Aires, wo seine Reiterstatue von General José de San Martín zur gleichen Zeit eingeweiht wurde.